# Parambassis gulliveri
Parambassis gulliveri és una espècie de peix pertanyent a la família dels ambàssids.

## Descripció
- Fa 24 cm de llargària màxima.
- 8 espines i 10-11 radis tous a l'aleta dorsal.
- 3 espines i 9-10 radis tous a l'anal.[6][7]

## Reproducció
Té lloc a l'estació seca (juny-juliol).

## Alimentació
Menja peixets, gambes i d'altres crustacis.

## Hàbitat
És un peix d'aigua dolça, demersal i de clima tropical (23 °C-28 °C; 5°S-18°S).

## Distribució geogràfica
Es troba al nord d'Austràlia i Nova Guinea.

## Observacions
És inofensiu per als humans.